# Братья Пилоты: Загадка атлантической сельди
Братья Пилоты: Загадка атлантической сельди — компьютерная игра, разработанная компанией PIPE Studio и выпущенная 1С для Windows в 2006 году. Входит в серию игр о Братьях Колобках, использует персонажей и образы из мультфильма «Следствие ведут Колобки». В отличие от предыдущих игр, представляет собой не квест-головоломку, а экшен.

## Игровой процесс
Игра представляет собой экшен-квест с управлением тремя персонажами. Каждый из персонажей имеет свои специализированные функции : Шеф может драться и стрелять, Коллега — бегать, прыгать и разбивать слабо стоящие стены, Слуга носит перед собой упавший на него канализационный люк, который использует как щит для себя и своих друзей, а также может использовать его как парашют, держа над головой. При смерти одного из персонажей предлагается начать игру с сохранённого места, которое обозначается значком дискеты. У каждого персонажа есть три жизни. Цель каждого уровня: дойти до конца всеми тремя персонажами, чтобы перейти в следующий уровень. Всего в игре 20 уровней.

## Сюжет
Идя домой с рыбалки, Шеф и Коллега обнаруживают статью в газете об исчезновении атлантический сельди. Естественно, они не могут так оставить это дело и принимаются за собственное расследование. Сразу после его начала они встречают старого знакомого — бывшего слугу Карбофоса, и он присоединяется к ним.

## Критика
| Русскоязычные издания | Русскоязычные издания |
| Издание               | Оценка                |
| --------------------- | --------------------- |
| Absolute Games        | 70 %                  |
| «Игромания»           | 4,0/10                |
| «НИМ»                 | 7,1/10                |
| Игры@Mail.Ru          | 7,0/10                |

Игра получила смешанные отзывы критиков.
Журналисты издания «Игромания» отнеслись к игре отрицательно, поставив ей 4 балла из 10, заявив, что «загадки постоянно повторяются (меняется лишь обстановка), а решать их до обидного просто и совершенно не интересно».
Absolute Games отнеслись к игре положительно, поставив ей 70 %, назвав игру удавшейся и «последовательным клоном, в котором геймплей вторичен от и до».
Ряд обозревателей отмечали её сходство с популярной компьютерной игрой Lost Vikings (1992).